# Apeadeiro de Mala
O Apeadeiro de Mala é uma interface encerrada do Ramal da Figueira da Foz, que servia a localidade de Mala, no distrito de Aveiro, em Portugal.

## Descrição
O abrigo de plataforma situava-se do lado sul da via (lado direito do sentido ascendente, a Pampilhosa).

## História

### Inauguração
O Ramal da Figueira da Foz foi inaugurado, como parte da Linha da Beira Alta, no dia 3 de agosto de 1882, pela Companhia dos Caminhos de Ferro Portugueses da Beira Alta. Mala não constava entre as estações e apeadeiros existentes na linha à data de inauguração, porém, tendo este interface sido criado posteriormente.

### Encerramento
O Ramal da Figueira da Foz foi encerrado à circulação ferroviária em 5 de janeiro de 2009 por motivos de segurança, pela Rede Ferroviária Nacional. A empresa Comboios de Portugal assegurou, até 1 de janeiro de 2012, um serviço rodoviário de substituição.